# Jakov Nenadović
Jakov Nenadović, en serbe cyrillique Јаков Ненадовић (né en 1765 à Brankovina et mort en 1836 à Brankovina), était un militaire et un homme politique serbe. Il joua un rôle important dans la première révolte serbe contre les Turcs, avec son frère Mateja Nenadović. Il fut le premier ministre de l'Intérieur de Serbie. 

## Biographie
En 1804, lors du soulèvement des Serbes contre les Turcs, Jakov Nenadović en fut un des chefs militaires. Après la victoire de Svileuve, il devint un des chefs de la rébellion dans l’Est du pays. Et dès le mois de mars, avec les armes et les munitions qu'il avait reçues d’Autriche, il attaqua et libéra la ville de Šabac. Il devint ainsi, après Karageorges et Janko Katić, un des principaux chefs de la révolte. Néanmoins, comme beaucoup d’autres, il s’opposa très vite à Karageorges. 
En 1805, il participa à la fondation du Conseil d’administration qui gouverna la Serbie libérée. En 1810, Karageorges dut s’incliner face à ses opposants politiques au sein du Conseil ; Jakov Nenadović en devint le Président en remplacement de Mladen Milovanović. 
Par la suite, il se rapprocha des Karađorđević et, en 1811, il devint le premier Ministre de l’Intérieur de Serbie. 
En 1814, après l’échec de la première révolte serbe contre les Turcs et la reprise en main du pays par la Sublime Porte, il quitta la Serbie avec Karageorges et se réfugia en Moldavie. 
En 1818, on le retrouve avec Karageorges député à Saint-Pétersbourg, dans la Russie du tsar Alexandre Ier. Puis il émigra en Autriche, où il vécut jusqu’en 1831.
De retour en Serbie, il y mourut en 1836, dans le village de Brankovina qui l’avait vu naître. 
Il est le père du général Jevrem Nenadović (1793-1867) et de la princesse Persida. Cette dernière épousa le fils de Karageorges, le prince Alexandre Karađorđević(1806-1885).